# Synagoga w Parczewie (ul. Piwonia 1)
Synagoga w Parczewie (Bejt ha-midrasz) – została zbudowana około 1920 roku, przy ulicy Piwonia 1. Posiada cechy architektury modernistycznej. Podczas II wojny światowej Niemcy zdewastowali synagogę. Po wojnie budynek synagogi przebudowano na kino. Obecnie znajduje się tu sala weselna.